# Haskell
Haskell je popolnoma funkcijski programski jezik s polimorfičnimi tipi, ki omogoča izjemno elegantno implementacijo matematičnih struktur, predvsem neskončnih. Imenuje se po ameriškem matematiku in logiku Haskellu Brooksu Curryju.

## Zgled programa
Zaporedji Fibonaccijevih števil in praštevil lahko opišemo z rekurzivnima definicijama
```
module Zaporedji where
fib = 1 : 1 : [ a + b | (a, b) <- zip fib (tail fib) ]
pra = reseto [2...]
reseto (p : xs) = p : reseto [ x | x <- xs, x `mod` p > 0]
```